# Јаворани
Јаворани су насељено мјесто у општини Кнежево, Република Српска, БиХ. Према попису становништва из 2013. у насељу је живјело 762 становника.

## Географија
Налазе се на путу који повезује Бању Луку и Кнежево. Познати су по томе што се у њима налази црква брвнара из 18. вијека, која је једна од најстаријих у том крају. У мјесту се налазе основна школа, пошта и дом здравља. Такође, у Јаворанима се налази и Јаворска Градина, археолошки локалитет старог града са краја бронзаног и почетка гвозденог доба.

## Географски положај
Јаворани се налазе на путу који повезује Бању Луку и Кнежево. Мјесто припада Општини Кнежево, а некада је припадало општини Котор Варош. Удаљено је од Бање Луке око 25 km, а од Кнежева 30 km. Југозападно од Јаворана налази се планина Тисовац (1.172 m).

## Историја
Према истраживањима, Јаворани су настали у 17. вијеку. Највећи дио становника води поријекло из Црне Горе и Србије. Они су бјежали пред турским освајачима и настанили се у овом крају. Међу првим породицама била је породица Цвишић. Јаворани су добили име када су Турци објесили старјешину куће Цвишића о један јавор, након чега су људи прозвали то мјесто Јаворани. Касније су се доселиле многе породице: Делићи, Награисаловићи, Јошићи, Тубићи, Каурини и други. Потомци тих породица и данас живе у том крају, иако се доста њих одселило у Бању Луку.

## Становништво
| Националност       | 2013.         | 1991.          | 1981.          | 1971.          |
| Срби               | 762 (100,00%) | 1.273 (98,75%) | 1.686 (97,62%) | 1.862 (99,46%) |
| Југословени        |               | 6 (0,46%)      | 28 (1,62%)     | 0              |
| Хрвати             |               | 1 (0,07%)      | 5 (0,28%)      | 3 (0,16%)      |
| Муслимани          |               | 0              | 1 (0,05%)      | 4 (0,21%)      |
| остали и непознато |               | 9 (0,69%)      | 7 (0,40%)      | 3 (0,16%)      |
| Укупно             | 762           | 1.289          | 1.727          | 1.872          |

| Демографија- | Демографија- | Демографија- |
| Година       | Становника   | Становника   |
| ------------ | ------------ | ------------ |
| 1948.        | 1.341        |              |
| 1953.        | 0            |              |
| 1961.        | 1.643        |              |
| 1971.        | 1.872        |              |
| 1981.        | 1.727        |              |
| 1991.        | 1.291        |              |
| 2013.        | 762          |              |

## Знемените личности
- Лазо Тешановић, четнички војвода

## Галерија слика
- Основна школа Вук С. Караџић
- Црква брвнара Светог Николе
- Црква брвнара
- Мостић
- Село током зиме
- Стара школа
- Залеђена речица